# 한일초등학교 (경기)
한일초등학교는 대한민국 경기도 수원시 장안구에 있는 공립 초등학교이다.

## 연혁
- 1999년 8월 30일 : 개교